# Михаїл Малеїн
Михаїл Малеїн (грец. Μιχαήλ Μαλείνος, у світі — Мануїл; близько 894, Каппадокія — 961, Константинополь) — подвижник та ігумен з гори Малеон (околиці Афону), доводився стриєм імператору Фоці, візантійський святий. 

## Життєпис
Святий Михаїл Малеїн жив у X столітті й був дядьком грецького імператора Фоки. Хоч походив із високого роду, проте не любив світських розкошів. Після закінчення навчання покинув світ і став ченцем на горі Малеон, в околиці славної згодом гори Афон в Греції.
Чернече життя Михаїла, який згодом став ігуменом, було сповнене молитви, посту, досконалої любові й терпеливості. Відійшов Михаїл Малеїн до Господа у глибокій старості.